# Quiz Lady
Quiz Lady (en español: La reina del concurso) es una película de comedia estadounidense dirigida por Jessica Yu a partir del guion de Jen D'Angelo. La película está protagonizada por Sandra Oh, Awkwafina, Jason Schwartzman, Tony Hale, Holland Taylor y Will Ferrell; y producida por Maggie Haskins, Itay Reiss, Jen D'Angelo o Jessica Elbaum.
La película fue visionada por primera vez, fuera de competición, en el Festival Internacional de Cine de Toronto, el 9 de septiembre de 2023, para después ser estrenada en Hulu, el 3 de noviembre de 2023.

## Sinopsis
Anne (Awkafina), quién vive obsesionada con el programa de televisión desde pequeña, debe unirse a su caótica hermana Jenny (Sandra Oh) para ayudar a pagar las deudas de su madre. Cuando secuestran al querido perro de Anne, tendrán que emprender un viaje a través del país para conseguir el dinero que necesitan. Para lograrlo, tendrán que aprovechar las habilidades de Anne y convertirla en la campeona del programa de televisión derrotando al veterano concursante Ron Heacock (Jason Schwartzman).

## Reparto
- Awkwafina como Anne Yum, hermana menor de Jenny, quién concursa en el programa de televisión.
- Sandra Oh como Jenny Yum, hermana mayor de Anne, quién le anima a concursar.
- Will Ferrell como Terry McTeer, presentador del programa de televisión.
- Holland Taylor como Francine, vecina de Anne.
- Jason Schwartzman como Ron Heacock, concursante quién es eliminado por las hermanas Yum.
- Tawny Newsome como Mercedes, jefa de casting del programa de televisión.
- Paul Reubens como él mismo, crush de Francine, quién es confundido por el actor Alan Cumming.[5]
- Jon "Dumbfoundead" Park como Ken
- Camrus Johnson como Trav
- Angela Trimbur como Marge
- Tony Hale como Ben Franklin
- Amy Tolsky como Leah
- Phil LaMarr como la voz de la operadora.

## Producción
En octubre de 2020, se anunció que se estaba desarrollando una película de comedia sin título en Netflix, con Jen D'Angelo escribiendo el guion y Sandra Oh y Awkwafina como protagonistas. En diciembre de 2021, Netflix supuestamente abandonó el proyecto y los derechos fueron adquiridos por 20th Century Studios, también fue anunciada a Jessica Yu como directora y a Will Ferrell y Jessica Elbaum como productores de la película bajo su marca Gloria Sanchez Productions con Artists First mientras Alex Brown actuaría como productor ejecutivo..
El rodaje comenzó el 7 de junio de 2022 en Los Ángeles, y se espera que la producción finalizara el 22 de julio de 2022. La producción también se produciría en Nueva Orleans, en el condado de Humboldt. Al comienzo de la producción, se reveló que Holland Taylor, Jason Schwartzman, Tony Hale y Ferrell protagonizarían la película. El 9 de septiembre de 2023, se reveló que el actor Paul Reubens (quién falleció el 30 de julio de 2023) aparecería póstumamente como él mismo en un cameo.

## Premios y nominaciones
| Año  | Premio                           | Categoría       | Nominado(s) | Resultado | Ref.   |
| ---- | -------------------------------- | --------------- | --- | --------- | ------ |
| 2024 | Premios de la Crítica Televisiva | Mejor película  | Quiz Lady | Ganadora  | [ 10 ] |
| 2024 | Primetime Emmy Awards            | Mejor telefilme | Alex Brown, Erika Hampson, Will Ferrell, Jessica Elbaum, Maggie Haskins, Itay Reiss, Jen D'Angelo, Awkwafina, and Sandra Oh | Ganadora  | [ 11 ] |